# 斯特里維戈爾河

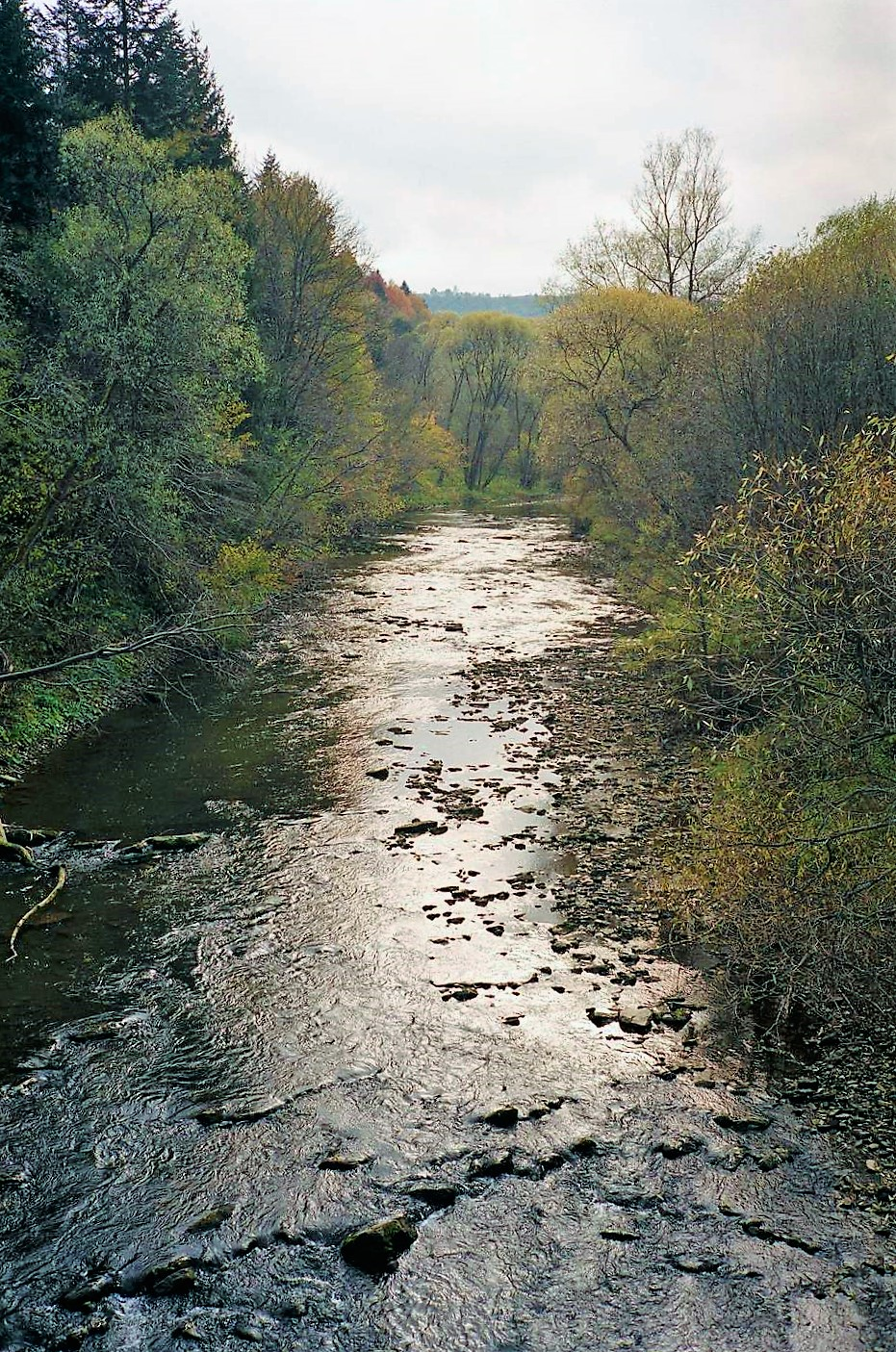

斯特里維霍爾河（烏克蘭語：Стривігор），是烏克蘭西部的河流，屬於德涅斯特河的左支流。該河流經利維夫州的桑比爾區，河道全長94公里，流域面積955平方公里。